# Kühles Loch (Aschbach)
Koordinaten: 50° 0′ 53,7″ N, 9° 50′ 52,1″ O
Das Kühle Loch ist eine als Naturdenkmal ausgewiesene Karstquelle bei Eußenheim, im unterfränkischen Landkreis Main-Spessart.

## Beschreibung

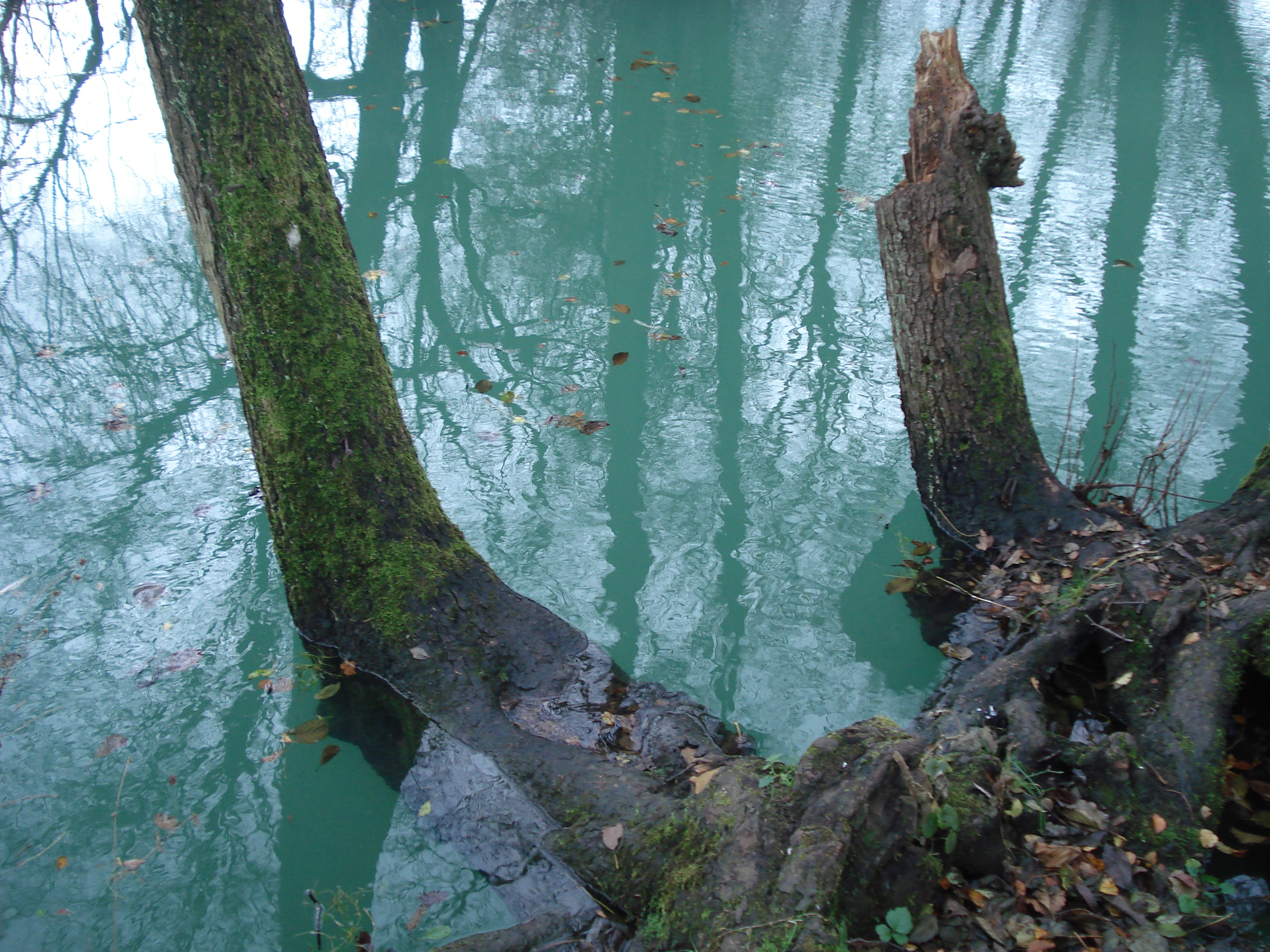
Quelltrichter

Das Kühle Loch liegt westlich der Gemarkung von Münster auf 188 m ü. NHN unmittelbar am Aschbach, wenig oberhalb eines Fischweihers am Bach. Es ist ein dicht mit Bäumen umstandener, ovaler Quelltrichter, dessen Wasser einen bläulichen Farbton zeigt. Es ist etwa vier Meter tief, rund 25 Meter lang und gehört zu den ergiebigsten Quellen Unterfrankens. Gespeist wird das Kühle Loch von mehreren Einzelquellen im Unteren Muschelkalk. Der oberirdische Abfluss mündet nach wenigen Metern von rechts in den Aschbach. Die Wassertemperatur hält sich übers ganze Jahr zwischen 8 und 12 °C.
Die Quelle ist vom Bayerischen Landesamt für Umwelt als wertvolles Geotop (Geotop-Nummer: 677Q001) ausgewiesen.